# Tadeusz Lubicz-Niezabitowski
Tadeusz Ludwik Lubicz-Niezabitowski ps. „Żarski” (ur. 22 maja 1896 w Leżajsku, zm. 26 listopada 1952 w Londynie) – pułkownik dyplomowany piechoty Wojska Polskiego, działacz niepodległościowy, kawaler Orderu Virtuti Militari.

## Życiorys
Urodził się 22 maja 1896 w Leżajsku, w rodzinie Waleriana i Jadwigi z Przybylskich. Był bratem Czesława Szczęsnego ps. „Lubicz” (1893–1970), majora administracji inżyniera Wojska Polskiego, odznaczonego Krzyżem Niepodległości. W 1907 ukończył szkołę powszechną w Tarnobrzegu.
W czasie I wojny światowej walczył w Legionach Polskich. Był oficerem 1 pułku piechoty Legionów Polskich. 15 grudnia 1915 został mianowany chorążym. Pięć dni później w c. k. Gimnazjum w Mielcu, razem z Janem Światkowskim, zdał egzamin i otrzymał świadectwo dojrzałości. 1 listopada 1916 został mianowany podporucznikiem piechoty. Do Wojska Polskiego wstąpił w Krakowie 12 listopada 1918.
W latach 1921–1922 był słuchaczem I Kursu Doszkolenia Wyższej Szkoły Wojennej w Warszawie. 3 maja 1922 został zweryfikowany w stopniu majora ze starszeństwem od dnia 1 czerwca 1919 i 521. lokatą w korpusie oficerów piechoty. Po ukończeniu kursu i uzyskaniu „pełnych kwalifikacji do pełnienia służby na stanowiskach Sztabu Generalnego” przydzielony został do 3 Dywizji Piechoty Legionów w Zamościu na stanowisko szefa sztabu. Z dniem 1 sierpnia 1924 przeniesiony został do Oddziału I Sztabu Generalnego na stanowisko referenta. 26 stycznia 1928 został awansowany na podpułkownika ze starszeństwem z dniem 1 stycznia 1928 i 70. lokatą w korpusie oficerów piechoty. W marcu 1928 zastąpił płk. SG Adama Koca na stanowisku szefa sztabu Dowództwa Okręgu Korpusu Nr VI we Lwowie. W czasie studiów w WSWoj. oraz w czasie służby sztabowej pozostawał oficerem nadetatowym 23 pułku piechoty we Włodzimierzu. W maju 1930 przeniesiony został do Korpusu Ochrony Pogranicza na stanowisko dowódcy pułku KOP „Sarny”. 26 stycznia 1935 został awansowany na pułkownika ze starszeństwem z dniem 1 stycznia 1935 i 3. lokatą w korpusie oficerów piechoty. 29 września 1936 został szefem sztabu Inspektora Obrony Powietrznej Państwa, generała brygady Józefa Zająca. W sierpniu 1939 został przeniesiony na stanowisko dowódcy piechoty dywizyjnej 4 Dywizji Piechoty w Toruniu.
Po objęciu przez gen. bryg. Mikołaja Bołtucia dowództwa Grupy Operacyjnej „Wschód” wyznaczony został na stanowisko dowódcy 4 Dywizji Piechoty. Trzeciego dnia kampanii wrześniowej 1939, w czasie bitwy nad Osą, gen. Bołtuć odebrał mu dowództwo dywizji i wyznaczył na stanowisko dowódcy piechoty dywizyjnej 4 DP, które dotychczas zajmował płk dypl. Mieczysław Rawicz-Mysłowski. 12 września, w czasie bitwy nad Bzurą ponownie objął dowództwo 4 DP po poległym pułkowniku Rawicz-Mysłowskim. Następnego dnia przekazał dowodzenie dywizją płk. Józefowi Werobejowi.
Po zakończeniu walk przebywał w niewoli niemieckiej, między innymi w Oflagu VII A Murnau. Wiosną 1945 został negatywnie zaopiniowany przez gen. dyw. Juliusza Rómmela, który stwierdził, że pułkownik Niezabitowski to „fantasta nienadający się do linii, mógłby w ostateczności pracować wojskowo-biurowo. Nie nadaje się”.
Zmarł 26 listopada 1952 w Londynie. Został pochowany na cmentarzu Hampstead.

## Ordery i odznaczenia
- Krzyż Srebrny Orderu Wojskowego Virtuti Militari – 17 maja 1921[21]
- Krzyż Niepodległości – 20 stycznia 1931 „za pracę w dziele odzyskania niepodległości”[22][2]
- Krzyż Kawalerski Orderu Odrodzenia Polski – 10 listopada 1933 „za gorliwą pracę na polu organizacji i wyszkolenia wojska oraz za ideową i owocną działalność społeczną”[23][24]
- Krzyż Walecznych czterokrotnie[25][17]
- Złoty Krzyż Zasługi – 10 listopada 1928[26][27][28]
- Medal Pamiątkowy za Wojnę 1918–1921[29]
- Medal Dziesięciolecia Odzyskanej Niepodległości[29]
- Order Krzyża Wolności (Estonia)[29]
- sersbsko-horwacko-słoweński Złoty Medal Waleczności Miloša Obilića[25]
- Order Pogromcy Niedźwiedzia III klasy (1922, Łotwa)[30]
- Medal 10 Rocznicy Wojny Niepodległościowej (Łotwa)[31]
- Medal Zasługi Wojennej II klasy na wstążce Krzyża Żelaznego (niem. Krieger-Verdienstmedaille) – grudzień 1915[32]